# 諏訪魔
諏訪魔（すわま、1976年〈昭和51年〉11月23日 - ）は、日本の男性プロレスラー、実業家。本名・旧リングネーム：諏訪間 幸平（すわま こうへい）。神奈川県藤沢市出身。全日本プロレス所属。血液型A型。
プロレスリングEvolution代表取締役社長。オールジャパン・プロレスリング非常勤取締役。全日本プロレスジュニアレスリングクラブ代表。

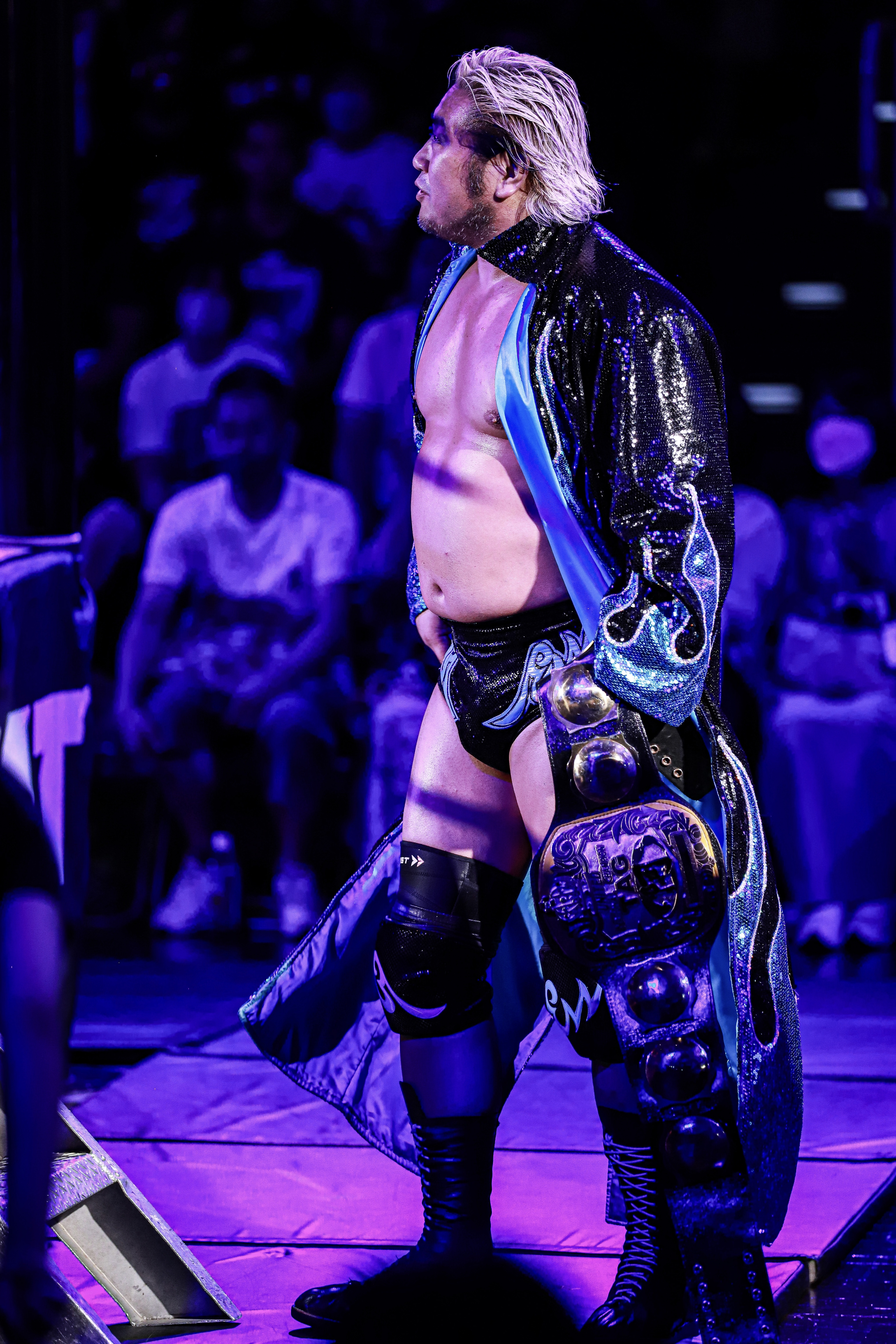
2023.08.23 GLEAT x AJPW 後楽園ホール大会 諏訪魔選手

## 来歴

### アマチュア時代
実父がプロレスファンで、諏訪魔も幼い頃からプロレスのテレビ中継を好んで見ていた。
藤嶺学園藤沢高等学校時代は柔道部で活躍（入学当初は柔道部でいじめに遭い、登校拒否寸前であったと自ら告白している）し、中央大学進学後にレスリングを始めて主将となる。卒業後はクリナップに就職しレスリングを続けた。
2001年12月、天皇杯全日本レスリング選手権大会・フリースタイル130kg級（最重量級）に出場。準決勝で田中章仁、3位決定戦で沢田直樹に敗れ4位となった。
2002年7月、全日本社会人選手権では両スタイル優勝、10月の国体も吉田清太郎を決勝で破り、初優勝を果たす。12月の天皇杯全日本選手権大会・フリースタイル120kg級では決勝で田中に敗れ、準優勝となった。
2003年5月、全日本選抜選手権・フリースタイル120kg級決勝で田中を破り優勝。9月に行われた世界選手権に出場するも、予選敗退で18位に終わる。12月の天皇杯全日本レスリング選手権大会・フリースタイル120kg級では、決勝で前年と同じ顔合わせとなった田中に敗れ、2年連続の準優勝にとどまった。
2004年のアテネオリンピックを目指すが、自分の階級の出場枠が無くなったこともあり馳浩のスカウトで27歳でプロレスに転向。

### プロデビュー - VM - L/R
2004年4月に全日本プロレスに入門し、同年10月11日後楽園ホール大会での馳戦でデビュー。
試練の7番勝負初戦ではベイダーと戦い、ベイダーのその巨体を投げ切った。しかし、この途中でヒールターンしたため、試練の7番勝負は5戦しか行っていない。
2005年1月4日には、ヘビー級バトルロイヤルで優勝して賞金100万円を獲得。後に武藤敬司と組み、世界タッグ王座に挑戦した。
2006年1月8日の大阪大会で「VOODOO-MURDERS」（VM）へ加入、ヒールターンを果たすと、この頃から同年2月にリングネームを諏訪魔に改名した。同年のチャンピオン・カーニバルでは、当時三冠ヘビー級王者の小島聡を破り準優勝。6月10日の熊本三井グリーンランド大会「武藤祭」にて、小島の三冠王座に挑戦したが、敗れた。
2007年のチャンピオン・カーニバルでは予選で敗退した。同年、12月に行われた世界最強タッグ決定リーグ戦には小島とのタッグで出場、武藤&ジョー・ドーリング組に敗れはしたものの、準優勝となった。
2008年1月3日の後楽園大会にてVMを離脱した。同年4月、決勝戦にて同学年で新日本プロレスの棚橋弘至を下し、デビューから最短でチャンピオン・カーニバル優勝を果たした。同月29日には、三冠王者の佐々木健介をも破り、デビューから最短で三冠ヘビー級王座初戴冠も果たした。

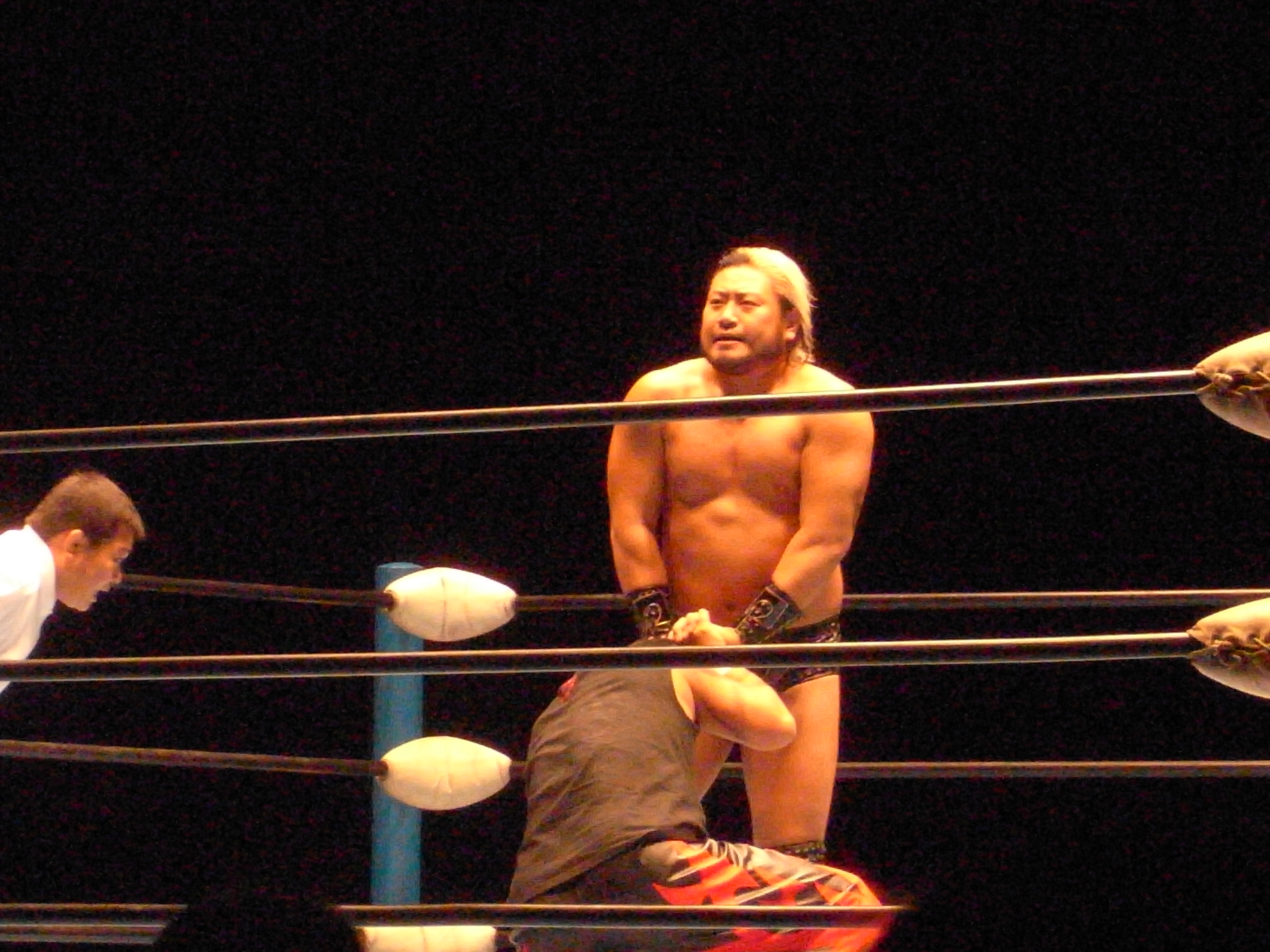
VOODOO-MURDERS離脱後。

9月28日、グレート・ムタに敗れ三冠王座から陥落した。同年の世界最強タッグリーグ戦には近藤修司とのタッグで出場し、準優勝を果たした。
2009年11月20日、台湾大会で行われた台湾カップ（所属選手による1Dayトーナメント）で優勝。
2010年8月29日、鈴木みのるを破って2度目の三冠ヘビー級王座を奪取すると、翌日には全日本プロレス選手会長に就任した。ところが同年9月10日、諏訪魔は後楽園大会にて観客の野次に激怒して観客席にマイクを投げ、全日本プロレス側から厳重注意と3か月間30%の減給処分を下された。同年12月、諏訪魔は浜亮太をパートナーに迎え世界最強タッグリーグ戦に出場し、5年連続の準優勝を果たす。同月、第37回プロレス大賞で殊勲賞を獲得した。諏訪魔は「今年一年いろいろ先頭に立って全日本プロレスを引っ張っていこうという行動がこうやって“殊勲賞”という形で評価されたのは嬉しい」とのコメントを寄せた。
2011年4月、チャンピオン・カーニバルにて永田裕志と対戦するも敗れた。諏訪魔も結局優勝決定戦には進めず、永田のチャンピオン・カーニバル制覇を許してしまうという要因を作ってしまった（なお、永田の決勝の相手は真田聖也であった。）。同年6月、両国国技館大会の三冠戦にて永田に勝利してリベンジを果たす。同年7月、チャンピオン・カーニバル準優勝の真田と三冠戦を行い、勝利。この三冠戦は武藤体制になって、以降の入門生同士による初の三冠戦となった。同年10月、チャンピオン・カーニバルで対戦する機会が全く無かった当時プロレスリング・ノアの秋山準との対戦を熱望し、両国大会での三冠戦で激突するも30分を超える激闘の末、秋山のスターネスダストαで敗れ三冠王座から陥落した。この試合は、同年プロレス大賞ベストバウトの選考にノミネートされた。
2012年、諏訪魔の出身地でもある藤沢市で5月12日に地元凱旋興行と銘打って、全日本プロレスがチャリティープロレス大会を秩父宮記念体育館（藤沢市鵠沼東）で開催し、当日は1,850名の観衆を集めてメインイベントに出場、凱旋勝利を飾った。同年10月21日、名古屋国際会議場大会にてドーリングとシングル・マッチで対決した。諏訪魔も戦いを通してドーリングと意気投合し、「ラスト・レボリューション」（L/R）を結成する。同年の世界最強タッグでは決勝進出を果たしたものの、優勝決定戦ではGET WILDに敗れ準優勝に終わった。
2013年3月17日、両国大会で三冠王者であった船木誠勝を下し、3度目の三冠ヘビー級王座を戴冠。L/Rに近藤修司、カズ・ハヤシ、中之上靖文が相次いで加入し、戦力も増強した。

### エボリューション

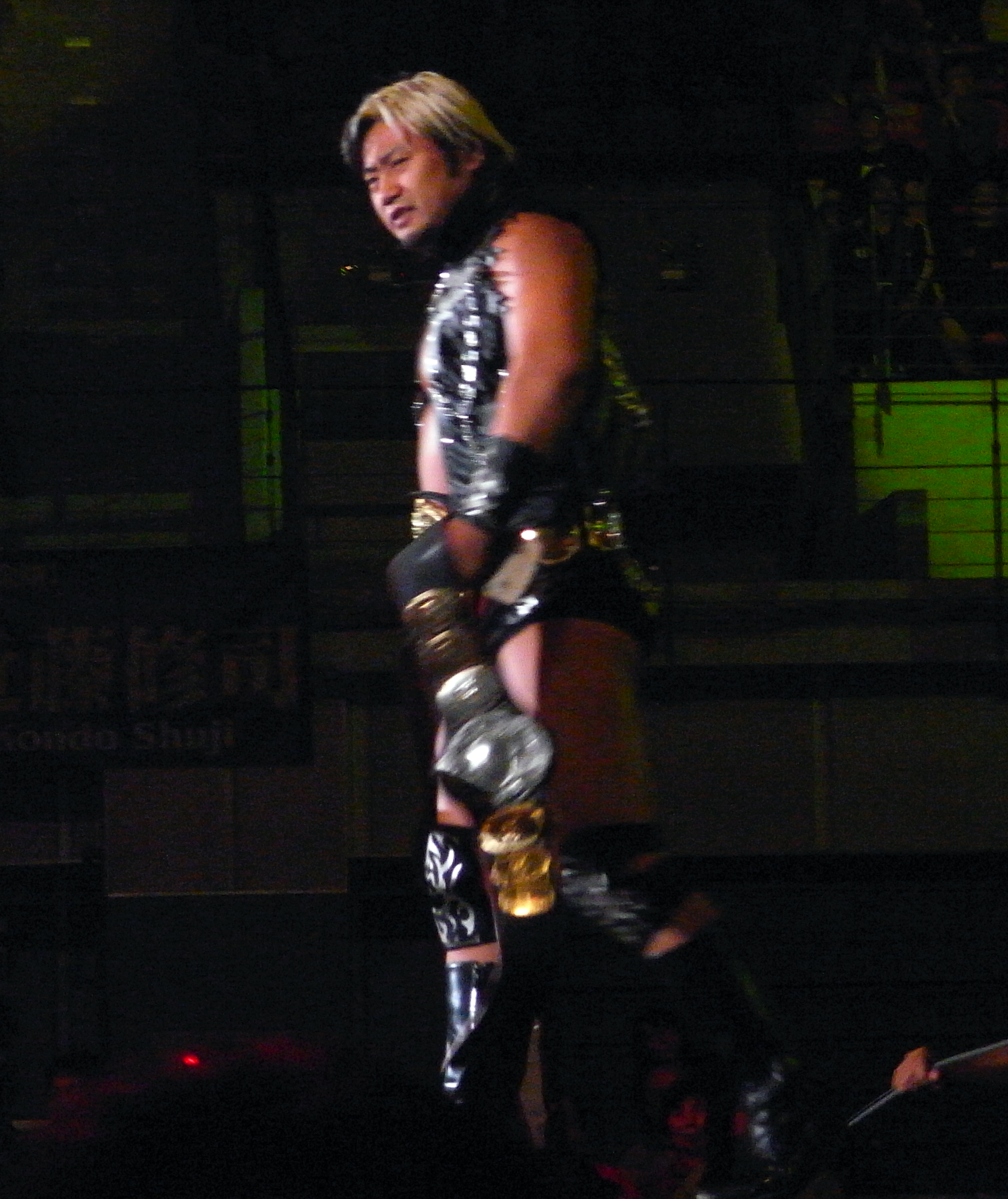
ベルトを持つ諏訪魔。2010年ごろ。台湾にて。

2013年6月、白石体制が発足し多数の選手・スタッフの離脱が示唆される中、いの一番に諏訪魔も残留を表明し、新生全日本プロレスの名実ともにエースとなった。一方で、L/Rのメンバーも諏訪魔とドーリング以外は退団の道を選び、L/Rは解散となった。7月より、二人でチーム「エボリューション」を結成する。同年10月22日、新潟県の三条大会にてエボリューションで世界タッグ王座に挑み、5度目の正直で戴冠。これにより、諏訪魔は武藤以来の三冠ヘビー級王座、世界タッグ王座を同時に所持する五冠王となった。5日後の27日、両国大会にて曙に敗れ三冠王座を手放すことになった。
2014年1月、「チャリティー大和大会〜すわまちおこし Vol.3〜」のプロモーションとしてコンビニエンスストアのローソンの一日店長体験イベントを行うなど、リング外でも精力的に活動した。同年6月28日、札幌テイセンホール大会にて秋山&大森隆男組に敗れ、世界タッグ王座から陥落するが翌29日の同会場にて大森を破り、4度目の三冠ヘビー級王座を獲得した。7月27日の後楽園大会では、同志でもあるドーリングとの初防衛戦に挑み、敗れた。
2015年5月5日、諏訪魔はIGF大阪大会に来場し、藤田和之と睨み合い対戦をアピールした。諏訪魔は11月1日の弘前大会にて佐藤光留とのタッグで船木&ケンドー・カシンと対戦した。しかし試合後、カシンのセコンドとして来場予定だった藤田が登場すると、諏訪魔もエプロンサイドで煽り合いを展開し乱闘寸前までに至った。そして迎えた同月15日、天龍源一郎の引退興行にて藤田とのタッグマッチが実現した（パートナーはお互いに岡林裕二、関本大介）。試合開始直後、両者ともに3分にも及ぶにらみ合いをしながら壮絶な打撃戦・場外乱闘も展開したが、諏訪魔も終始、藤田とは噛み合わず消化不良のまま試合は岡林が関本をゴーレムスプラッシュで仕留めた。世界最強タッグには、互いにパートナーを欠く宮原健斗とタッグを組み優勝した。だが、諏訪魔は試合後の握手を拒み宮原を袋だたきにし、宮原にNEXTREAM結成のきっかけを与えることとなった。
2016年1月2日の後楽園ホール大会で秋山を下して自身5度目となる三冠ヘビー級王座（第54代）を獲得したが、その試合で諏訪魔は右足首に違和感を覚えて後日病院で精密検査を受けたところ、右足アキレス腱完全断裂が判明したことにより1月12日に三冠王座を返上して治療のために休養に入った。7月15日、後楽園大会にて復帰。同年の王道トーナメントにて初優勝し、満を持して宮原との三冠戦に挑むも敗れた。世界最強タッグでもNEXTREAMに一歩及ばず、グループリーグで敗退となった。
2017年、留学生の時代から長年苦楽を共にし、諏訪魔のL/R時代からのパートナーでもあったドーリングが脳腫瘍より完全復帰するものの、7月にはエボリューションを脱退。一方で、前年よりフリーランスとして参戦していた石川修司とのコンビ「暴走大巨人」を結成する。王道トーナメントでは2年連続で優勝を飾り、10月9日の後楽園大会では三冠戦で宮原を降し、6度目の戴冠（三沢光晴・川田利明を抜き歴代最多戴冠回数を記録）を果たすも、12日後の同月21日横浜文化体育館大会にてドーリングに敗れ、三冠を失冠。世界最強タッグでは暴走大巨人で参戦し優勝、同年のプロレス大賞にて最優秀タッグチーム賞を獲得した。
2018年は前年の勢いを駆り、1月3日に暴走大巨人で世界タッグ王座を獲得。しかし約1ヵ月後の2月3日、横浜文化体育館大会で宮原&ヨシタツ組に敗れ、初防衛に失敗した。藤田やカシンらの「はぐれIGF」と抗争しつつ、6月30日には札幌で暴走大巨人として2度目の世界タッグ王座を獲得する。4度の防衛を重ね世界最強タッグでは準優勝となるも、プロレス大賞最優秀タッグチーム賞を2年連続で受賞した。
2019年、1月13日の後楽園大会で関本&岡林組に敗れ、世界タッグ王座から陥落するが同年3月19日に同会場で奪回した。チャンピオン・カーニバルや王道トーナメントでは結果が出ず、世界タッグ王座も9月3日にゼウス&崔領二組に敗れ手放すが、世界最強タッグでは暴走大巨人で優勝し、3年連続でプロレス大賞最優秀タッグチーム賞を受賞した。
2020年1月2日、ゼウス&崔組より世界タッグ王座を奪還し、暴走大巨人として4度目の戴冠を果たす。新型コロナウイルス感染症の流行により興行数が激減する中、三冠王座の連続防衛記録更新を狙う宮原に挑戦し勝利。7度目の戴冠を果たすと同時に、自身2度目となる五冠王に返り咲いた。このあと、タイトルは防衛しつつも精彩を欠き、秋にスライドされたチャンピオン・カーニバルはわずか1勝の最下位タイ、世界最強タッグはすんでのところで優勝を逃した。世界最強タッグに優勝した宮原&青柳組の世界タッグ王座挑戦を受け、負けたら暴走大巨人の解散を宣言した。そして迎えた2021年1月2日の選手権試合にも敗れ、公約どおり暴走大巨人は解散となった。その後も三冠王座の防衛は続けてきたが、チャンピオン・カーニバル優勝者のジェイク・リーを迎え撃つ6月27日大田区総合体育館大会を前に、諏訪魔の新型コロナウイルス感染症への罹患が判明した。諏訪魔も大会を欠場するとともに、三冠王座を返上した。
暴走大巨人解散後は、Enfants Terribles分裂時より共闘していた芦野祥太郎と正式にコンビを組み、宮原&青柳組から世界タッグ王座を奪還して自身6度目の戴冠を果たす。芦野とのコンビは「暴走SUPLEX」と命名。しかし2022年5月15日のホテルエミシア札幌大会で諏訪魔は芦野に決別のバックドロップを放ち、暴走SUPLEXは解散となった。

### VM復帰 - 追放 - バカの時代
2022年3月21日、一日限りで復活したVMに、諏訪魔も髪を赤く染め合流。その後、同年5月にVMは本格復活を遂げ、諏訪魔も5月25日に本格的にVMに再加入し、エボリューションと決別した。なお、専務・諏訪間幸平として公の場に出るときは黒髪となり、諏訪魔としての記憶は持ち合わせていない。
7月14日にはジェイクを破り、自らの持つ歴代最多記録を更新する8度目の三冠戴冠を果たす。さらに王道トーナメントのボイコットを宣言、TARUを代替選手に指名し、宮原を再三VMに勧誘するなど暴れ回るが、9月18日・日本武道館大会にて宮原に敗れ、またも三冠を明け渡した。
2023年5月29日、VMから追放された。
2024年、鈴木秀樹とのタッグチームから派生したユニット「バカの時代」を発足。世界タッグ王座戴冠などの実績を上げる。

### プロレス団体旗揚げ - 社長就任
全日本プロレスでの活動と並行し、2023年3月31日にプロデューサーとして女子プロレス団体「Evolution」を旗揚げ。
2024年いっぱいで全日本の専務執行役員を退任、2025年から非常勤取締役となる。また、選手として全日本に所属のまま、同年1月1日付けで株式会社Evolutionの代表取締役社長に就任。

## 得意技

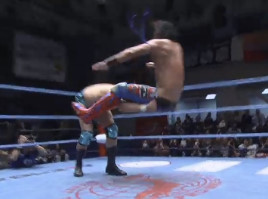
対戦相手にラストライドをかける諏訪魔。

ラストライド
バックドロップ・ホールド
ラストジャーマン
万力スリーパー
ラリアット
ダブルチョップ
ジャーマン・スープレックス
ウルトラジャーマンボム
芦野祥太郎との連携技。
諏訪魔のパワーボムと、芦野のジャーマンスープレックスの合体技。

## タイトル歴
三冠ヘビー級王座、チャンピオン・カーニバル共、デビューから3年5か月というジャンボ鶴田をも上回る史上最速で制覇している（三冠はその後、浜に記録を破られた）。
全日本プロレス
- 三冠ヘビー級王座：8回（最多戴冠者）
  - 第37代、第43代、第46代、第49代、第54代、第58代、第63代、第67代
- 世界タッグ王座：8回
  - 第66代（w/ ジョー・ドーリング）
  - 第79代、第83代、第85代、第87代（w/ 石川修司）
  - 第89代（w/ 芦野祥太郎）
  - 第92代（w/ KONO）
  - 第98代（w/ 鈴木秀樹）
- 全日本プロレスTV認定6人タッグ王座：1回
  - 第7代（w/ 尾崎魔弓&雪妃魔矢）
- チャンピオン・カーニバル 優勝：1回
  - 2008年
- 王道トーナメント 優勝：3回（最多優勝者）
  - 第4回（2016年）、第5回（2017年）、第8回（2021年）
- 世界最強タッグ決定リーグ戦 優勝：4回
  - 2013年（w/ ジョー・ドーリング）
  - 2015年（w/ 宮原健斗）
  - 2017年、2019年（w/ 石川修司）
- 台湾カップ 優勝：1回
  - 2009年
- 新春ヘビー級バトルロイヤル 優勝：1回
  - 2005年

天龍プロジェクト
- UNタッグ王座：1回
  - 第2代（w/ 田村男児）
- WAR世界6人タッグ王座：1回
  - 第17代（w/ 嵐&石井智宏）

プロレス大賞
- 最優秀タッグチーム賞：4回

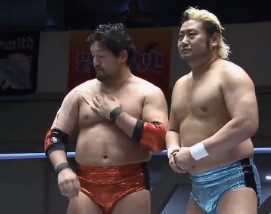
暴走大巨人

  - 2006年（w/ VOODOO-MURDERS）
  - 2017年、2018年、2019年（w/ 石川修司）
- 殊勲賞：1回
  - 2010年

## 人物
- 中学生時代は野球部だった。
- プロレス転向前には既に家族がおり子供もいた。そのためデビュー時には子連れ入団として話題になった[4]。長男はプロサッカー選手の諏訪間幸成。
- デビュー前から未来のエース候補として期待を寄せられ、自身もエースとして全日本プロレスを背負っていこうという強い覚悟を持っている。そのため2010年に武藤と西村などのトップ選手が欠場しピンチに陥っている状態で全日を辞めた小島聡をTwitter上で痛烈に批判したり、熱い試合を展開しているのにもかかわらず客が入らない状況に危機感を抱いているなど、全日本プロレスの全体を見ている。
  - 小島が退団したことに関しては「逆境から逃げた[28]」「怒りしかない。つまんねえレスラー」と切り捨て、2017年8月25日の会見でも「フニャフニャして腹立つ」と露骨な悪感情を表に出していた[29]。
  - 小島とは長らく絶縁状態であったが、2021年2月4日の「ジャイアント馬場23回忌追善興行」にて武藤が間を取り持ち、11年ぶりに和解した[30]。
- ヒール転向前は黒髪にスポーツ刈りだったが、ヒール転向後は金髪と赤に染め、その後は赤の長髪で定着。ベビーターン後は金と黒の長髪となっている。
- VM時代にスクールボーイで佐々木健介に14秒で勝利したことがある。
- ベビーターンしたことで「諏訪魔」から本名に戻すかと思われたが、「今更本名に戻してもファンはしっくりこないと思う。K-1の魔裟斗だってあんな名前なのにベビーフェイスだから」と語り、結局このまま「諏訪魔」で通した。
- 2008年1月29日に初めて三冠王者になった時、「過去の三冠王者の中で俺が一番弱いんじゃないかと思う。ここからが勝負。」と謙虚に語った。
- シングルでの栄冠は早々と手にした一方、タッグではなかなかチャンスをつかめず、世界タッグ王座・世界最強タッグリーグ戦優勝とも2013年にようやく獲得した。なお、世界最強タッグでは5年連続で準優勝（全て違うパートナー）という記録を持っている。
- プロレスラーとしての活動と並行して、横浜で子供向けレスリングクラブ「横浜デビルズジュニアレスリングクラブ」を主宰し、後進を育てている（2021年4月より「全日本プロレスジュニアレスリングクラブ」に組織変更[31]）他、茨城県で農場を運営している[32]。また保護司の活動も行っており[33]、2023年3月には横浜刑務所から感謝状が贈られた[34]。
- 本人は40歳を過ぎた頃に表現力や経験値などが増してプロレスの円熟期に入ると考えているが、22歳にしてGHCヘビー級王座を獲得した清宮海斗を初めてチャンピオンだと知った際にビックリしたという[35]。
  - 2019年のインタビューでは若い選手の台頭を否定的に見てはいないが、自分たちの世代がトコロテン式に押し出されるように立場を追われることには抗いたいとしている。同インタビューでは、仮にこの先2年、5年、10年と全日で宮原健斗だけの時代が続くということがあるとしたら、それはハンバーグしか提供しないレストランのようなものだと喩え話をしている[36]。
- 2014年7月、全日本プロレスの運営が秋山準社長（当時）の新法人「オールジャパン・プロレスリング株式会社」に引き継がれるのに伴い、新法人の専務取締役に就任[37]。しかし翌2015年11月いっぱいで、リング上への専念を理由に役員を辞任した[38]。その後、2021年3月1日付で再び専務執行役員に就任[39][40]。
- 2019年6月より、急逝した青木篤志の後を継ぎ選手会長に就任[41]。

## 入場テーマ曲
- 諏訪魔DDS

2008年のベビーターン時から使用。

## メディア出演

### ドラマ
- 『西遊記』（2006年） - 村人

### 映画
- 『アキハバラ＠DEEP』（2006年） - デジタルキャピタルのボディガード
- 『探偵はBARにいる』（2011年） - スポーツバーの店員

### ミュージックビデオ
- FUNKIST「ALL TOGETHER」（2011年8月24日、ポニーキャニオン）

## 著書
- 『自叙伝 諏訪魔 俺は逃げない絶対に!』（2015年7月15日、ザメディアジョン）ISBN 978-4862503725